# Спану, Каллиопи
Каллио́пи Спану́ (греч. Καλλιόπη Σπανού) — греческий государственный деятель. Министр внутренних дел Греции с 23 апреля по 27 июня 2023 года. В прошлом — омбудсмен (2011—2015).

## Биография
Окончила факультет политических наук и государственного управления Афинского университета. Участвовала в стипендиальной программе Directeurs d'Études Associés (DEA), получила докторскую степень très honorable во французском Университете Пикардии. Её диссертация была удостоена гранта на публикацию от французского государства. 
С 1989 года преподавала на факультете политических наук и государственного управления Афинского университета, профессор. Также преподавала в академии Амьена, парижском Университете Пантеон-Ассас и Университете Версаль-Сен-Кантен-ан-Ивелин.
Была научным сотрудником французского Национального центра научных исследований (CNRS), приглашённым профессором Лондонской школы экономики и Наффилдского колледжа.
В феврале — июле 2016 года была приглашена как стипендиат в Центр перспективных исследований им. Роберта Шумана в Европейском университетском институте во Флоренции. В июле 2018 года приглашена как исследователь в Fondation Maison des sciences de l'homme (FMSH) в Париже.
С 2003 по 2011 год он работала заместителем омбудсмена. В сентябре 2010 года назначена исполняющей обязанности омбудсмена после отставки Йоргоса Каминиса. Избрана омбудсменом парламентом Греции 13 мая 2011 года и приступила к исполнению своих обязанностей 13 июля 2011 года. Автоматически ушла в отставку по истечении срока полномочий в октябре 2015 года, временно исполняющим обязанности омбудсмена стал её заместитель Василис Каридис (Βασίλης Καρύδης; ум. 2018).
Была советником по исследованиям в Национальном центре государственного и местного управления (ЕКДДА), много лет преподавала в Национальной школе государственного управления (ЕСДД). Была научным сотрудником министерства внутренних дел, государственной администрации и децентрализации и участвовала в работе различных экспертных комитетов. Работала консультантом Организации экономического сотрудничества и развития (ОЭСР) по вопросам государственного управления.
Была президентом Греческой ассоциации политической науки (Ελληνική Εταιρεία Πολιτικής Επιστήμης, ΕΕΠΕ), члена Международной ассоциации политической науки (IPSA) и членом руководящего совета International Institute of Administrative Sciences (IIAS).
23 апреля 2023 года, в день роспуска парламента назначена исполняющим обязанности министра внутренних дел Греции вместо Макиса Воридиса в кабинете Мицотакиса. Спану отвечала за проведение парламентских выборов 21 мая. Назначена министром внутренних дел в техническом правительстве Иоанниса Сармаса для проведения повторных выборов 25 июня.

## Личная жизнь
Замужем за немецким экономистом Йенсом Бастианом (Jens Bastian).